# Edin Terzić
Edin Terzić, född 30 oktober 1982 i Menden, är en tysk-kroatisk professionell fotbollstränare och före detta spelare, som sedan 2022 är huvudtränare för tyska Bundesligaklubben Borussia Dortmund.